# Geher-Länderkampf der Frauen 1977 Schweden – BR Deutschland
| 13. Leichtathletik-Länderkampf mit bundesdeutscher Beteiligung 1977 | 13. Leichtathletik-Länderkampf mit bundesdeutscher Beteiligung 1977 |
| ------------------------------------------------------------------- | ------------------------------------------------------------------- |
|                                                                     |                                                                     |
| Geher-Vergleich der Frauen: Schweden – BR Deutschland               |                                                                     |
| Austragungsort                                                      | Äppelbo                                                             |
| Wettbewerbe                                                         | 1                                                                   |
| Datum                                                               | 2. Juli                                                             |
| 1. SWE 2. FRG                                                       | 16 Punkte 06 Punkte                                                 |
| Chronik                                                             |                                                                     |
| ← SWE-FRG-HUN Geher (M)                                             | FRG-BEL-NLD (M) →                                                   |

Der dreizehnte Vergleich des Länderkampfjahres 1977 war der bereits dritte Länderkampf der bundesdeutschen Geherinnen in diesem Jahr und der vierte insgesamt. Wie ihre männlichen Kollegen traten sie am 2. Juli in Äppelbo gegen Schweden an. Ungarn war an dieser Begegnung im Gegensatz zum Länderkampf der Männer nicht beteiligt. Das Aufeinandertreffen mit Schweden hatte es bereits im Vorjahr einmal gegeben, als Schweden sich mit der Maximalpunktzahl durchgesetzt hatte.

## Modus
Ausgetragen wurde ein Wettbewerb über 5000 Meter, der auf der Bahn stattfand. Jede Nation konnte vier Geherinnen stellen, von denen die drei Besten gewertet wurden. Die Punkte wurden folgendermaßen verteilt: 1. Platz: 7 P / 2. Pl.: 5 P / 3. Pl.: 4 P / 4. Pl.: 3 P / …

## Ergebnis
Auch in diesem Jahr waren alle schwedischen Geherinnen wieder schneller als ihre bundesdeutschen Gegnerinnen. So gab es auch diesmal wieder die Maximalpunktzahl für Schweden, die Bundesrepublik Deutschland verlor den Gehervergleich mit sechs zu sechzehn Punkten.

## 5000-m-Bahngehen
| Platz | Athlet           | Land | Zeit (min) |
| ----- | ---------------- | ---- | ---------- |
| 1     | Siv Gustavsson   | SWE  | 24:01      |
| 2     | Britt Holmqvist  | SWE  | 24:04      |
| 3     | Ann Jansson      | SWE  | 25:00      |
| 4     | Elisabeth Olsson | SWE  | 25:36      |
| 5     | Monika Glöckler  | FRG  | 26:18      |
| 6     | Heike Penner     | FRG  | 26:34      |
| 7     | Regine Broders   | FRG  | 26:51      |
| 8     | Ingrid Adam      | FRG  | 27:18      |